# 夢幻遊戲 白虎仙記
《夢幻遊戲 白虎仙記》（日語：ふしぎ遊戯 白虎仙記，羅馬化：Fushigi Yūgi Byakko Senki，一般簡稱「白虎篇」）是日本漫畫家渡瀨悠宇的作品，是《夢幻遊戲》系列中最後連載的故事。按作品中的時間軸，白虎篇介乎於前傳《玄武開傳》（2003至2013年間連載）和初代夢幻遊戲（朱雀青龍篇，1992至1996年間連載）中間，白虎篇若干人物在系列其他作品中都有被提及或登場。渡瀨曾於2015年發表了《夢幻遊戲 白虎異聞》的短篇，白虎篇正章則在2017年8月於小學館附屬的《月刊flowers》上連載，但在2018年9月因為作者身體不適而宣布無限期暫停連載。
2025年已開始恢復連載。

## 故事概要
承接前傳玄武篇，大正12年（新歷1923年），在東京出版社工作的大杉高雄受已故的好友奧田永之介遺囑所託封印他翻譯自古老中國文獻的《四神天地書》，以免更多的少女像他的女兒多喜子般被吸入到書中的世界而犧牲。大杉多番嘗試無果，正當關東大地震危機一髮之際，受重傷的大杉指示8歲的女兒鈴乃翻開四神天地書以逃難到書中世界。迷失在浩瀚的沙漠中的鈴乃遇上了能化身老虎的女性寧蘭和流浪的兩兄弟卡薩爾和卡爾姆，他們判斷鈴乃是來自異世界的巫女以召喚四象神獸白虎拯救國家的危機，原本應該護送鈴乃到皇室侍衛的寧蘭卻突然改變主意準備對鈴乃下毒手，但白虎顯靈將鈴乃送回現實世界，寧蘭則冒充白虎的巫女以報復受盡歧視的過去。
大地震中父母雙失的鈴乃得到父親的好友及村醫生收養，10年後意外得知在四神天地書中成為巫女集齊七星士是要在召喚儀式後被當成祭品給神獸吃掉，她接受義兄正次的求婚以逃避當巫女的悲慘命運，但原本自大地震後下落不明的四神天地書卻離奇地出現到鈴乃的面前，在及村醫生和未婚夫眼前再次被吸入到書中世界。

## 登場角色

### 現實世界
大杉 鈴乃（Ōsugi Suzuno）
本故事的主角，大杉家的獨生女，不論是小孩和少女時候都是束著雙辮子，嘴角左邊有一顆美人痣，有時候會戴圓眼鏡。幼時曾是前傳玄武篇主角奧田多喜子的玩伴，8歲時遭逢關東大地震，全家罹難，只有她進入了四神天地書的世界，才得倖存。在幾乎要被寧蘭勒死之際又被傳送回現實世界，及後的10年間一直以為自己當時在書中的遭遇都只是夢境，但因為這段混亂的記憶，導致鈴乃精神虛弱，需要服用鎮定劑控制病情。在女子高中就讀，美術課時重複繪畫栩栩如生的老虎畫像。為了勸說腳韌帶受傷的義兄正次放棄從軍而答應其求婚，但又無法忘記當時在書中世界遇上的卡薩爾而迷惑不已。鈴乃從父親繼承了一隻附有指南針的陀表，自從鈴乃進入書中的世界後陀表就只有鈴乃處於在書中世界時才會跳動，回到現實則停頓，其指南針的部分被寧蘭奪走作為白虎的巫女的證明。
鈴乃在前傳和初代皆有登場，初代發生在90年代時鈴乃已經是80多歲的老奶奶，她受到初代主角的哥哥夕城奎介拜訪告知了巫女只要意志堅定就能免於被神獸吃掉。動畫版中鈴乃過身後以水手服少女的姿態回到書中世界與婁宿重逢，情景猶如玄武篇中多喜子與女宿死後的重逢。
大杉 高雄（Ōsugi Takao）
前傳中多番為好友奧田永之介奔波的文學家，學生時代曾經受到永之介的獨生女多喜子的愛慕，但他與另一女性珠代結婚並誕下鈴乃。大杉在永之介的遺囑中得知四神天地書的本質和多喜子的下場而決定按他的遺願封印書本，並在奧田家悲劇的調查中極力否認媒體臆測的報導。儘管努力避免鈴乃接近四神天地書，但白虎早已欽定鈴乃為祂的巫女。在一息尚存時指示鈴乃逃到書中避難，並告知七星士會現身保護她。永之介寫給大杉的遺囑讓鈴乃在十年後得知書中世界確實存在，並轉交到初代夕城奎介和美朱的手中。
及川（Oikawa）
西醫，前傳中曾向奧田多喜子求婚但被回絕，因無法忘懷多喜子，而一直保持單身。關東大地震後收養了鈴乃等四名孤兒，其中健一立志當大廚，英郎跟及川學醫。直到本作中從永之介的遺囑中才得知多喜子的死因和奧田家悲劇真相，並極力遊說鈴乃不要步她後塵。
堀江 正次（Horie Seiji）
得到及川醫生收養的震災孤兒之一，自小就愛慕鈴乃，為了出人頭地和幫助鈴乃找回失落的四神天地書而就讀軍校，希望獲派駐中國調查書的下落，但因墮馬受傷而理想幻滅。逼迫之時向鈴乃求婚並準備答應軍隊的特別派遣，鈴乃為了讓正次放棄從軍而接受求婚，此舉卻惹來軍校劣等生的妒忌而打算姦污鈴乃，導致鈴乃第二次被吸入書中世界。

### 四神天地書的世界
四神天地書的世界主要由四個各由對應方位的四象神獸守護的仿古代中國國家構成，每當國難當前，來自異世界的巫女便會降臨其國家，巫女收集身懷星宿能力的七星士召喚神獸以許下三個願望。本作故事的舞台是西方由白虎守護的西廊國展開。書中世界的時間流逝速度與現實並不相稱，白虎篇在書中發生的時間是前傳玄武篇的110年後，與初代朱雀青龍篇則相距約90年。
寧蘭（Neiran）
能化身老虎的女性，由於被親生父親拋棄而極度厭世。在《不思議遊戲 白虎異聞》中誤殺母親。「虎人」的存在非常稀少，就連寧蘭自己都沒有遇上過同類，而傳說進食虎人肉能長生不老。本篇開幕時就被當成西廊國新皇帝即位的貢品運送，途中卻被名為「鴉民」的盜賊攔劫移除了鎮壓虎人的咒符，寧蘭殺掉所有官兵和鴉民後，本來打算放過剛進入書中世界的鈴乃，但得知鈴乃是白虎的巫女和受盡父母寵愛後卻心生嫉妒，準備殺掉鈴乃，好讓西廊國陷入混亂，鈴乃逃掉後，寧蘭便冒充白虎巫女入宮。
卡薩爾・饒敕（Kasaru Tsonye）
卡爾姆的親兄，鈴乃進入書中世界第二個遇上的人，能看見纏繞寧蘭的受害者怨靈。長大後的鈴乃再度回到書裡，在奎宿的帶領下找到卡薩爾兄弟，沒多久卡薩爾卻被尼魯沙操控的虎人所殺。
卡爾姆・饒敕（Karumu Tsonye）
卡薩爾的親弟，他們在地震和沙塵暴中失去了故鄉和親人，從此兄弟兩人便相依為命。卡爾姆為了不讓一直支撐他的哥哥崩潰而強作堅強。鈴乃第一次進入書中世界時因為年齡相近（12歲）而對她抱有好感，從巫女與七星士的壁畫中他判斷鈴乃就是白虎的巫女。長大後的鈴乃再度回到書裡，在奎宿的帶領下找到卡爾姆兄弟，沒多久因目堵哥哥卡薩爾被尼魯沙操控的虎人所殺，悲憤之際利用植物擊退虎人，同時右手手背出現「婁」字。婁宿（Tatara）在初代夢幻遊戲中登場時其施展的能力是操控植物生長，是鈴乃相戀的對象。婁宿告知了朱雀和青龍巫女神獸不會答允讓兩個不同世界的人結合的願望。婁宿與箕宿同歸於盡時與現實世界中鈴乃去世的時間吻合，兩人最後在書中世界重逢。
奎宿（Tokaki）／朗巴・哈姆（Ranva Hamu）
鈴乃第二次進入書中世界後第一個明確表明白虎七星士身份的人，能力是短距離瞬間移動。初代登場時因為沉迷女色而被同是七星士的妻子昴宿趕出家門，在紅南國遇上還是小孩的朱雀七星士鬼宿並訓練他武功。
昴宿（Subaru）／？（Durin Hamu）
第三個在初代曾經登場的白虎七星士，能力是操控肉身的年齡達致返老還童功效，但代價是提早肉體的老化速度。
箕宿（Miboshi） / 羅征涅（Ra Neisei）
青龍七星士之一，與寧蘭相識，是個被貓蠱反詛的咒法師。箕宿在初代登場時肉體早已消滅因而將意識轉移到其他宿主的身體，在《不思議遊戲 白虎異聞》登場時還是在自己原本的身體。